# 颱風賽洛瑪 (1977年)
颱風黛瑪（國際編號：7704，联合台风警报中心：06W，菲律賓大氣地球物理和天文管理局：Goring）是1977年太平洋颱風季中的一個熱帶氣旋。
賽洛瑪路徑詭譎，環流小卻結實，登陸南台灣後造成嚴重破壞。當年的報告形容此颱風「造成二戰以來臺灣最大的破壞事件」（wrought more destruction on Taiwan than any event since World War II）。

## 發展過程
1977年7月20日，有一熱帶擾動於菲律賓海被偵測；接下來的24小時，此一擾動繼續發展，聯合颱風警報中心因此於7月21日上午8時將其升格為一熱帶性低氣壓，並給予編號06W。而隨後在當晚8時，其被升格為熱帶風暴，並被命名為賽洛瑪，之後開始逐漸增強。7月22日晚間10時，台灣中央氣象局對其發布海上颱風警報。7月23日上午8時，聯合颱風警報中心將其升格為颱風。此後，其持續以9節的速度朝西北方移動。7月24日上半天，中心掠過呂宋島東北方外海，隨即進入巴士海峽。同日，上午9時30分，台灣中央氣象局針對台灣南部及東南部發布陸上颱風警報。
此時，由於副熱帶高壓持續增強，自西太平洋一直延伸至中國大陸。7月24日下半天，位於賽洛瑪北方的副熱帶高壓開始有逐漸轉弱的跡象。7月25日上午，由於副熱帶高壓分裂及快速東退等因素影響，賽洛瑪的路徑開始轉為北向，此時賽洛瑪的強度也達到其生命史最強的85節，氣壓則是最低的957百帕，移動速度慢至6節。
7月24日下半天，雷達顯示賽洛瑪的方向轉為北北東，且移動速度加快為10節，並開始逐漸威脅南台灣。7月25日上午9時10分，賽洛瑪自高雄附近登陸，並肆虐高雄港。各項觀測資料顯示，賽洛瑪是個小而強的颱風，但由於颱風東側的強風被中央山脈所阻擋，因此災害程度沒有更大。
賽洛瑪沿中央山脈西側北上，在穿越台灣西南部後，其強度開始減弱，其路徑在北移之餘也略為偏西。7月25日下午2時左右，賽洛瑪自台中港進入台灣海峽，並於當晚7時在中國福建省福州市福清縣登陸，台灣中央氣象局亦於當日下午9時30分解除當地所有颱風警報。登陸福清後，賽洛瑪隨即穿越莆田、南平，並進入江西省，其後減弱為熱帶性低氣壓。7月27日於安徽省消散。

## 影響

### 中華民國
當地發出之最高熱帶氣旋警特報：海上陸上颱風警報
| 氣象測站 | 持續風力                | 持續風力          | 持續風力   | 持續風力   | 陣風                      | 陣風              | 陣風       | 陣風       | 備註                                                                                   |
| 氣象測站 | 發生時間                | 風暴名稱          | 風速 (m/s) | 蒲福氏風級 | 發生時間                  | 風暴名稱          | 風速 (m/s) | 蒲福氏風級 | 備註                                                                                   |
| -------- | ----------------------- | ----------------- | ---------- | ---------- | ------------------------- | ----------------- | ---------- | ---------- | -------------------------------------------------------------------------------------- |
| 臺北     | 1962年8月               | 歐珀 (Opal)       | 33         | 12級       | 1962年8月                 | 歐珀 (Opal)       | 49.1       | 15級       |                                                                                        |
| 澎湖     | 1949年9月               | 尼利 (Nelly)      | 37         | 13級       | 1986年8月                 | 韋恩 (Wayne)      | 68         | >17級      |                                                                                        |
| 恆春     | 1953年8月               | 莉泰 (Rita)       | 36         | 12級       | 2016年9月                 | 莫蘭蒂 (Meranti)  | 52.2       | 16級       |                                                                                        |
| 臺中     | 1969年9月               | 艾爾西 (Elsie)    | 21.7       | 9級        | 1969年9月                 | 艾爾西 (Elsie)    | 39         | 13級       |                                                                                        |
| 臺南     | 1952年11月              | 貝絲 (Bess)       | 31         | 11級       | 1987年9月                 | 傑魯得 (Gerald)   | 45.6       | 14級       |                                                                                        |
| 臺東     | 1965年6月               | 黛納 (Dinah)      | 43         | 14級       | 2016年7月8日上午4時36分   | 尼伯特 (Nepartak) | 57.2       | 17級       | 自1901年建站以來最大陣風紀錄                                                           |
| 花蓮     | 2005年10月2日上午5時8分 | 龍王 (Longwang)   | 45.2       | 14級       | 2005年10月2日上午5時12分  | 龍王 (Longwang)   | 64.9       | >17級      | 自1948年有觀測紀錄以來最大持續風力及最大陣風                                           |
| 高雄     | 1962年10月              | 黛納 (Dinah)      | 35.3       | 12級       | 1977年7月24日             | 賽洛瑪 (Thelma)   | 53         | 16級       | 此測站為屬署高雄氣象站，並非代表全高雄的測站，因此高雄測站測得最大陣風仍為賽洛瑪颱風。 |
| 鞍部     | 1971年7月               | 娜定 (Nadine)     | 43         | 14級       | 2015年9月28日下午5時23分  | 杜鵑 (Dujuan)     | 54.5       | 16級       | 自1937年建站以來最大陣風紀錄                                                           |
| 竹子湖   | 1977年7月               | 薇拉 (Vera)       | 42         | 14級       | 1985年8月                 | 尼爾森 (Nelson)   | 66         | >17級      |                                                                                        |
| 阿里山   | 1952年11月              | 貝絲 (Bess)       | 27.5       | 9級        | 2006年7月25日上午0時31分  | 凱米 (Kaemi)      | 38.1       | 13級       |                                                                                        |
| 日月潭   | 1956年9月               | 黛納 (Dinah)      | 25         | 10級       | 1986年8月                 | 韋恩 (Wayne)      | 54         | 16級       |                                                                                        |
| 玉山     | 1971年7月               | 娜定 (Nadine)     | 40         | 13級       | 2006年7月25日上午1時15分  | 凱米 (Kaemi)      | 51.5       | 16級       |                                                                                        |
| 彭佳嶼   | 1966年9月               | 寇拉 (Cora)       | 62.7       | >17級      | 1966年9月                 | 寇拉 (Cora)       | 80         | >17級      |                                                                                        |
| 宜蘭     | 1962年8月               | 歐珀 (Opal)       | 50.7       | 15級       | 1962年8月                 | 歐珀 (Opal)       | 66         | >17級      |                                                                                        |
| 新竹     | 1961年9月               | 波密拉 (Pamela)   | 33.4       | 12級       | 1961年9月                 | 波密拉 (Pamela)   | 42.7       | 14級       | 1991年遷至竹北現址                                                                     |
| 大武     | 1962年10月              | 黛納 (Dinah)      | 31.3       | 11級       | 2012年8月24日上午4時19分  | 天秤 (Tembin)     | 59.1       | 17級       |                                                                                        |
| 成功     | 2000年8月22下午10時47分 | 碧利斯 (Bilis)    | 52.3       | 16級       | 2000年8月22日下午10時41分 | 碧利斯 (Bilis)    | 78.4       | >17級      |                                                                                        |
| 蘭嶼     | 1961年5月               | 貝蒂 (Betty)      | 74.7       | >17級      | 2023年10月                | 小犬 (Koinu)      | 95.2       | >17級      |                                                                                        |
| 淡水     | 1961年9月               | 波密拉 (Pamela)   | 36.7       | 12級       | 1971年7月                 | 娜定 (Nadine)     | 46.9       | 15級       |                                                                                        |
| 基隆     | 1959年8月               | 瓊安 (Joan)       | 43         | 14級       | 1971年9月                 | 貝絲 (Bess)       | 67         | >17級      |                                                                                        |
| 東吉島   | 1986年8月               | 韋恩 (Wayne)      | 49.1       | 15級       | 1987年9月                 | 傑魯得 (Gerald)   | 70         | >17級      | 1962年建站                                                                             |
| 嘉義     | 1986年8月               | 韋恩 (Wayne)      | 27.5       | 10級       | 1986年8月                 | 韋恩 (Wayne)      | 42.7       | 14級       | 1968年建站                                                                             |
| 梧棲     | 1986年9月               | 艾貝 (Abby)       | 33         | 12級       | 2016年9月27日             | 梅姬 (Megi)       | 57.2       | 17級       | 1976年建站                                                                             |
| 蘇澳     | 1994年9月               | 葛拉絲 (Gladys)   | 40.2       | 13級       | 1994年9月                 | 葛拉絲 (Gladys)   | 68.6       | >17級      | 1981年建站                                                                             |
| 板橋     | 2015年8月8日上午3時23分 | 蘇迪勒 (Soudelor) | 19         | 8級        | 2015年8月8日上午3時19分   | 蘇迪勒 (Soudelor) | 36.7       | 12級       | 2002年建站                                                                             |
| 馬祖     | 2005年9月1日上午10時9分 | 泰利 (Talim)      | 24         | 9級        | 2015年8月8日下午2時16分   | 蘇迪勒 (Soudelor) | 48.9       | 15級       | 2003年建站                                                                             |
| 金門     | 2016年9月15日凌晨3時4分 | 莫蘭蒂 (Meranti)  | 42.2       | 14級       | 2016年9月15日凌晨2時57分  | 莫蘭蒂 (Meranti)  | 61.7       | >17級      | 2004年建站                                                                             |
| 新屋     | 2015年8月8日上午5時6分  | 蘇迪勒 (Soudelor) | 29.7       | 11級       | 2015年8月8日上午5時3分    | 蘇迪勒 (Soudelor) | 47         | 15級       | 2013年建站                                                                             |
| 田中     | 2024年7月25日下午6時分  | 凱米 (Gaemi)      | 9.6        | 5級        | 2024年7月25日下午6時26分  | 凱米 (Gaemi)      | 23.7       | 9級        | 2020年建站                                                                             |
| 新北     | 2023年8月4日上午1時分   | 康芮(Kong-rey)    | 13.3       | 6級        | 2023年8月4日上午1時48分   | 康芮(Kong-rey)    | 34.7       | 12級       | 2023年建站                                                                             |

賽洛瑪短短幾個小時的侵襲南台灣，造成台灣南部數十年來最大的風災，主要受災地為高雄縣、高雄市、屏東縣、台南縣、台南市、台東縣及嘉義縣等地，台灣中部以北地區幾乎未受災害；而降水主要集中在台灣南部，颱風後引進的西南氣流，亦造成極大的雨量。
由於賽洛瑪一反先前預測，而於台灣西南外海以反S型路徑「回馬槍」轉向北北東登陸南台灣，因此氣象單位亦頗受責難。

#### 交通
台灣最大的港口－高雄港滿目瘡痍，至少數十艘船沈沒或毀損，時價新台幣4,000萬元的貨櫃吊架被吹毀8個；台中港有海關工作船1艘沈沒。
陸上交通部分，西線鐵路造成台南以南電訊中斷，屏東線九曲堂車站電纜全部倒塌等災情，東線鐵路及阿里山鐵路亦有部分交通中斷。公路方面，台1線、台3線、台8線、台9線及台11線均有部分地區交通中斷。

#### 電力
台灣電力公司遭受極大的災害，賽洛瑪將高雄向北供電的通道全部切斷。位於高雄的大林火力發電廠為當年台電最大的發電廠，附近的高雄港變電所為當時台灣南部唯一的超高壓變電所，因為超高壓鐵塔及特高壓線鐵塔被吹斷數十座，供電系統嚴重毀損，南電無法北送，造成台灣許多地區停電。

#### 產業
由於供電系統嚴重毀損及不少工廠被吹損，公私營工業損失均極為嚴重。此外，農林漁牧亦受災極大，水利及糧農損失新台幣數十億元以上。
總計賽洛瑪在台灣共造成37人死亡，12人失蹤，298人受傷，3,385間房屋全倒，22,038間房屋半倒。

### 中国大陆
由於雨量大且集中的緣故，柘榮縣山洪爆發，水淹稻田3126畝、地瓜415畝、油菜籽120擔。民房、倉库被淹60座，損失瓦片49.2萬片，罹難人數有1人。而漳浦縣於7月25日下午受賽洛瑪影響，開始出現龍捲風，最大風力達12级，當地堣籽、大社2個大隊11個生產隊的受災人口有197戶（相當於1132人），罹難人數有4人，受傷人數有88人，房屋受損488間，其中倒塌6間，損失糧食7500斤，化肥3500斤，是福建受龍捲風危害比較突出的例子。

## 熱帶氣旋信號使用紀錄
中華民國
| 交通部中央氣象局 颱風警報 | 交通部中央氣象局 颱風警報 | 交通部中央氣象局 颱風警報 |
| ------------------------- | ------------------------- | ------------------------- |
| 上一熱帶氣旋              | 海上颱風警報              | 下一熱帶氣旋              |
| 輕度颱風魯絲              | 海上颱風警報              | 強烈颱風薇拉              |
| 輕度颱風魯絲              | 陸上颱風警報              | 強烈颱風薇拉              |

### 英屬香港
| 皇家香港天文台 熱帶氣旋警告信號 | 皇家香港天文台 熱帶氣旋警告信號 | 皇家香港天文台 熱帶氣旋警告信號 |
| ------------------------------- | ------------------------------- | ------------------------------- |
| 上一熱帶氣旋                    | 一號戒備信號                    | 下一熱帶氣旋                    |
| 颱風莎娜                        | 一號戒備信號                    | 熱帶風暴愛媚                    |